# Miriam Hopkins
Ellen Miriam Hopkins (ur. 18 października 1902 w Savannah, zm. 9 października 1972 w Nowym Jorku) – amerykańska aktorka, nominowana do Oscara za tytułową rolę w filmie Becky Sharp.

## Biogram
Pierwszy poważny kontrakt filmowy podpisała w 1930 roku z wytwórnią Paramount Pictures. Wkrótce potem zadebiutowała w filmie Fast and Loose. Sukces odniosła rolą w Kłopotach w raju (1932), jednak ukoronowaniem jej kariery był występ w filmie Becky Sharp (1935), za którą to rolę (najlepsza rola kobieca) została nominowana do Akademii Filmowej.
Prowadziła burzliwe życie prywatne. Wychodziła za mąż i następnie rozwodziła się czterokrotnie; jej kolejnymi partnerami byli: aktor Brandon Peters, pilot Austin Parker, twórca filmowy Anatole Litvak i korespondent prasowy Raymond B. Brock. W roku 1932 artystka adoptowała syna, Michaela Hopkinsa.
Posiada dwie gwiazdy na Hollywood Walk of Fame − jedną za udział w filmach fabularnych przy 1701 Vine Street, drugą za pracę telewizyjną przy 1708 Vine Street.